# 소조귀
소조귀(중국어 정체자: 蕭朝貴, 병음: Xiao Chaogui, 1820년 경 - 1852년 9월 12일)은 청나라 말기 장족 출신의 태평천국의 지도자 중 한 명이다. 천왕 홍수전으로부터 서왕(西王)에 봉해졌고, 팔천세(八千歲)라고 칭했다.

## 생애
소조귀는 광시성 무선현 하마향 출신이다. 배상제회 가입 후 1848년부터 예수의 신탁이라고 하면서 ‘천형하범’(天兄下凡)을 수행했고, 야훼의 신탁이라고 하는 ‘천부하범’(天父下凡)을 수행하면서 양수청 함께 배상제회의 주도권을 쥐었다. 1851년에 배상제회가 금전봉기를 일으키자 전군의 주장으로 서왕에 봉해졌다. 많은 공적을 세웠지만, 1852년 9월 창사 공략 중에 포탄을 맞고 전사했다.
소조귀가 행했던 ‘천형하범’은 배상제회의 결속을 다지는 효과를 가져왔다, 양수청과 함께 배상제회의 창립자였던 홍수전과 풍운산으로부터 주도권을 서서히 빼앗아 갔고, 이후 태평천국의 발전에 큰 영향을 가져왔다.

## 같이 보기
- 태평천국